# Geheimnis des Glaubens
Geheimnis des Glaubens (lateinisch mysterium fidei) ist eine Akklamation (ein Zuruf) in der Messfeier der römisch-katholischen Kirche. Auch mehrere der neuen altkatholischen und lutherischen Gottesdienstordnungen haben sie als mögliches Gestaltungselement übernommen. Es ist der Ausruf des Diakons oder Priesters (evangelisch: des Liturgen) unmittelbar nach den Wandlungs- bzw. Konsekrationsworten. Die versammelte Gemeinde antwortet darauf christozentrisch mit der (gesprochenen oder gesungenen) Akklamation: „Deinen Tod, o Herr, verkünden wir, und deine Auferstehung preisen wir, bis du kommst in Herrlichkeit“ (vgl. 1 Kor 11,23–26 ).
Diese Einfügung in das eucharistische Hochgebet gehört zu den jüngsten Teilen der Liturgie. Im Zuge der Liturgiereform des 20. Jahrhunderts wurde sie in die Messordnung des lateinischen Ritus als Ruf neu gefasst, danach fakultativ auch in andere Liturgien übernommen. Sie nimmt jedoch älteste Glaubensformulierungen auf. Sie bekennt sich zum priesterlichen Handeln in persona Christi und ist zugleich Ausdruck der allgemeinen Teilhabe der Gemeinde am Amt Christi, des Hohepriesters des Neuen Bundes (Heb 4,14–16 ).
Im Messbuch für die Bistümer des deutschen Sprachgebietes sind zwei weitere Antworten auf die Akklamation vorgesehen, jedoch in den deutschsprachigen Gemeinden nahezu ungebräuchlich:
- „O Heiland der Welt, schenke uns dein Heil, denn durch Tod und Auferstehung hast du uns erlöst.“
- „Sooft wir dieses Brot essen und aus diesem Kelch trinken, verkünden wir deinen Tod, o Herr, bis du kommst in Herrlichkeit.“

Ähnliche Regelungen gibt es auch in anderen Regionen; in Irland existiert daneben noch eine vierte vom Vatikan zugelassene Akklamation.

## Ursprung und Reichweite des Begriffs
Dem lateinischen mysterium fidei liegt altgriechisch μυστήριον τῆς πίστεως mystērion tēs písteōs zugrunde (so 1 Tim 3,9 ; 3,16 : τῆς εὐσεβείας μυςτήριον tēs eusebeías mystērion).
Μυστήριον Mystērion war im antiken Griechisch ein religiöses Geheimnis – nicht im Sinn einer zurückgehaltenen Information, sondern im Sinn einer Vergegenwärtigung der Gottheit, die tiefer und höher reicht als Worte aussprechen können. Es bedeutete geistige Wirklichkeit und Kulthandlung zugleich, in untrennbarer Verbindung; so im Mithraismus und anderen das frühe Christentum umgebenden Kulten.
Die Alte Kirche nahm den Begriff auf und wandte ihn sowohl auf ihre gottesdienstlichen Handlungen, v. a. die Eucharistie, wie auf die darin gefeierte und vergegenwärtigte Wirklichkeit an, die Erlösung durch den Tod und die Auferstehung Jesu Christi; so noch heute in den orthodoxen Kirchen.
Beim Übergang in den lateinischen Sprachraum fielen die beiden Aspekte auseinander. Für die liturgische Handlung wurde der Ausdruck sacramentum gewählt, für den Glaubensinhalt der griechische Ausdruck als Lehnwort übernommen: mysterium. Martin Luther wählte als Übersetzung des biblischen Begriffs μυστήριον mysterium das deutsche Wort „Geheimnis“. Später wurde daraus Glaubensgeheimnis. Nicht fachsprachlich wird der Begriff „Glaubensgeheimnis“ auch synonym mit „Glaubensinhalt“ verwendet.
In der katholischen Messliturgie ist jedoch die Fülle des griechischen Begriffs gemeint: sakramentale Handlung und Glaubensgeheimnis in einem. Indem der Priester in der Versammlung der Kirche über Brot und Wein die Anamnese der Heilstaten Gottes und die verwandelnden Worte Christi spricht, werden sie dessen gekreuzigter und auferstandener Leib und nehmen die Feiernden und Kommunizierenden in das Pascha-Mysterium hinein, „damit es unser ganzes Leben prägt und verwandelt“. Die Gläubigen bekennen sich dazu mit der Akklamation.
Aus systematisch-theologischer Sicht kann man unter einem „Glaubensgeheimnis“ einen Sachverhalt verstehen, der nicht an der Welt selbst sein Maß hat und deshalb nicht mit natürlicher Vernunft erkannt werden kann. Es muss der Welt im „Wort Gottes“ hinzugesagt werden. Diese Eigenschaft ist mit der „Übernatürlichkeit“ des Glaubens gemeint. Das grundlegende Glaubensgeheimnis, auf das sich alle anderen Glaubensaussagen zurückführen lassen, ist, dass Gott mit sich Gemeinschaft schenkt: Die Welt ist aufgenommen in die ewige Liebe Gottes zu Gott, die des Vaters zum Sohn, die als der Heilige Geist selber Gott ist. Dies wird durch die Menschwerdung des Sohnes in Jesus von Nazaret offenbar. Im Glauben geht es um das Anteilhaben am Gottesverhältnis Jesu. Obwohl dieser Sachverhalt nicht mit bloßer Vernunft als bestehend erkannt werden kann, eben weil die Liebe Gottes zur Welt ihr Maß nicht an der Welt, sondern nur an Gott hat und deshalb unendlich ist, ist ein Glaubensgeheimnis dennoch nicht unvernünftig: Es gelingt nicht, ihm einen Widerspruch nachzuweisen. Alle Vernunfteinwände gegen den Glauben sind mit Vernunftargumenten zu entkräften (siehe auch Fides et ratio). Der Glaube kann aber nicht mit Vernunftargumenten begründet werden, weil er alle Vernunft übersteigt.
Die einzelnen Glaubensaussagen stehen zueinander nicht in einem additiven Verhältnis, sondern erläutern und entfalten immer nur ein und dasselbe Grundgeheimnis der Selbstmitteilung Gottes, die allerdings nur trinitarisch und christologisch aussagbar ist (reductio in unum mysterium). Die in der katholischen Theologie betonte „Hierarchie der Wahrheiten“ bedeutet nicht, dass einige Glaubensaussagen wichtiger wären als andere, sondern dass bestimmte Glaubensaussagen andere logisch voraussetzen (z. B. setzen die mariologischen Aussagen die christologischen voraus).